# 3613-as mellékút (Magyarország)
A 3613-as számú mellékút egy valamivel több, mint 5,5 kilométeres hosszúságú, négy számjegyű mellékút Borsod-Abaúj-Zemplén vármegye délkeleti részén; Kesznyétent köti össze Tiszalúc térségével.

## Nyomvonala
A 3611-es útból ágazik ki, annak az 5+450-es kilométerszelvénye közelében, Sajóhídvég és Girincs határán. Dél-délkelet felé indul, s az előbbi települést ennél jobban nem is érinti, de Girincsnek is csak az északi külterületei között halad el. Az első kilométerét elhagyva átlép Kesznyéten határai közé, majd kevéssel a második kilométere előtt kiágazik belőle kelet felé egy magánút, mely a Hernádon épült kesznyéteni vízerőműhöz vezet. 4,3 kilométer után éri el a község első házait, melyek között a Táncsics utca nevet veszi fel, majd a központban véget is ér, beletorkollva a 3607-es útba, annak a 22+200-as kilométerszelvénye közelében.
Teljes hossza, az országos közutak térképes nyilvántartását szolgáló kira.kozut.hu adatbázisa szerint 5,532 kilométer.

## Települések az út mentén
- (Sajóhídvég)
- (Girincs)
- Kesznyéten